# Roquebillière
Roquebillière (okzitanisch Ròcabilhiera, italienisch Roccabigliera) ist eine französische Gemeinde im Département Alpes-Maritimes in der Region Provence-Alpes-Côte d’Azur. Sie ist dem Arrondissement Nice und dem Kanton Tourrette-Levens zugeteilt. Sie gehört ebenfalls zum Gemeindeverband Métropole Nice Côte d’Azur.

## Geographie

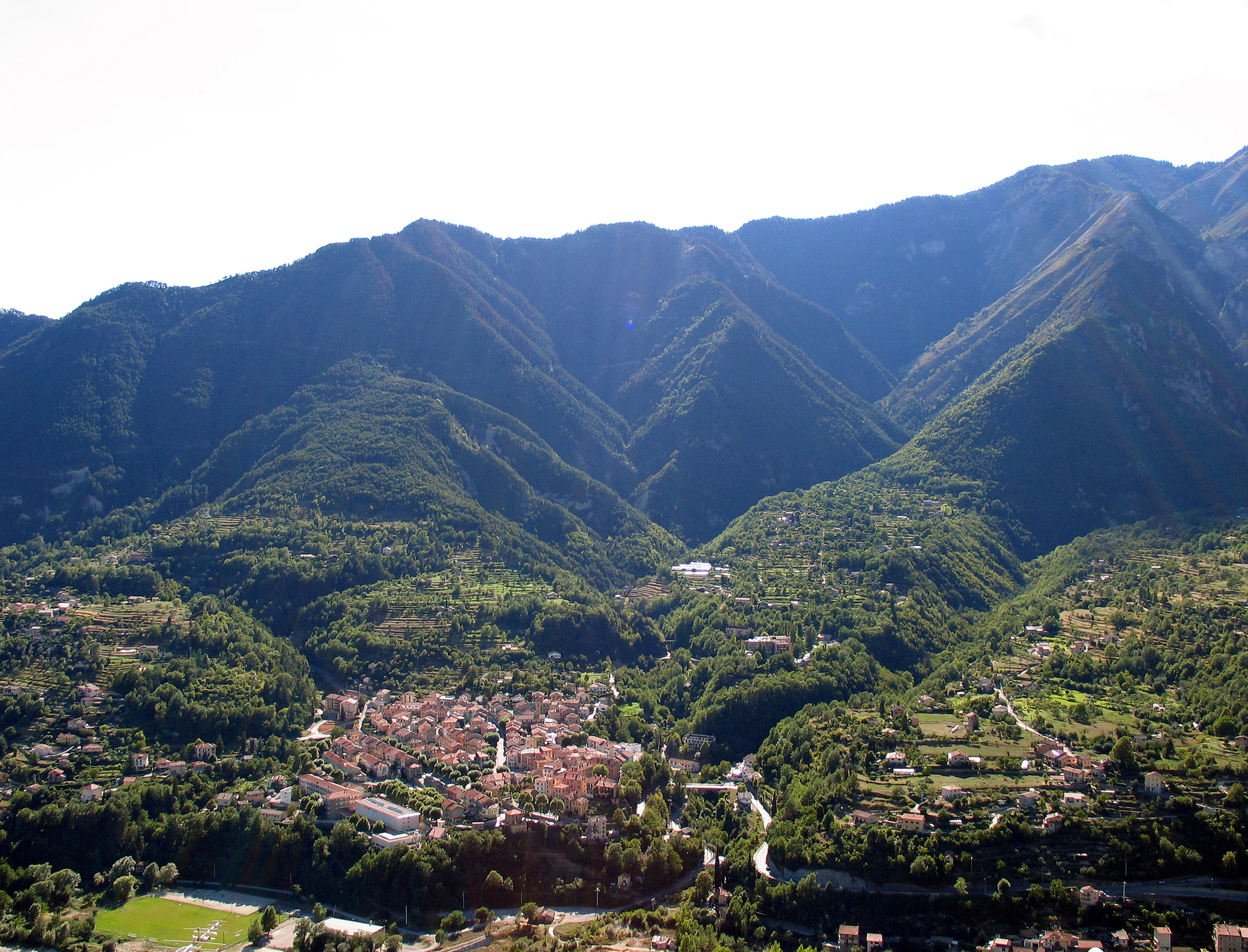
Roquebillière im Talkessel

Der südfranzösische Bergort mit 1.816 Einwohnern (Stand 1. Januar 2022) liegt nahe der italienischen Grenze 35 Kilometer nördlich von Nizza im Tal der Vésubie, in die hier der Zufluss Gordolasque einmündet. Die Gemeinde, die von der Départementsstraße D2585 bedient wird, wird im Norden vom Cime de Cayras (1813 m) und im Westen vom Tête de Siruol (2053 m) sowie dem Pointe de Siruol (2018 m) begrenzt. Der Col d’Andrion (Passhöhe 1681 m) verbindet Roquebillière mit dem Pont de la Lune in der Gemeinde La Tour im Tal der Tinée.
Roquebillière war in der Vergangenheit wiederholt zerstörerischen Naturkräften ausgeliefert. So wurde in den Jahren 566, 614 und 1494 Erdbeben registriert, wobei jenes vom am 23. Juni 1494 wohl das heftigste war. Erdrutsche sind für die Jahre 1564 und 1926 und verbrieft. 1094, 1743 und 1789 wurde das Dorf durch Hochwasser der Vésubie teilweise zerstört.
Die Gemeinde verfügt im Weiler Berthemont-les-Bains über ein Thermalbad, das von Oktober bis April geöffnet ist. Dank eines Wasserkraftwerkes an der Vésubie wird seit 1969 in Roquebillière elektrischer Strom erzeugt.

## Geschichte
Der Name Roquebillière leitet sich von Roccabellera ab und bedeutet auf Französisch Roc(her) des abeilles (dt. „Bienenfelsen“). Als Toponyme für Roquebillière gelten Roccabellera (1149), Rocca billera (1152) und Rocca a Bigliera (1672).
Nach dem Tod der Königin Johanna I. von Anjou brach in der Provence ein Erbfolgekrieg aus, mit dem Ergebnis, dass Roquebillière und die anderen Gemeinden links des Flusses Var unter die Hoheit des Hauses Savoyen gerieten und von den neuen Herren der neu geschaffenen Grafschaft Nizza zugeteilt wurden. Von kurzen Unterbrüchen abgesehen, gehörte Roquebillière für die nächsten Jahrhunderte zum Herzogtum Savoyen. 1691–1696 sowie 1706–1708 waren die Grafschaft Nizza wie auch die anderen Gebiete das Herzogtum Savoyen von den Soldaten des französischen Königs Ludwig XIV. besetzt und auch die Revolutionsarmee der Ersten Französischen Republik überrannte 1796 das Herzogtum.
1629 grassierte die Pest in Roquebillière und im Februar 1764 nahm die Cholera vor Ort epidemische Ausmaße an.
1860 unterstützte der französische Kaiser Napoleon III. den savoyardischen Herrscher Viktor Emanuel bei seinen Bestrebungen zum König von Italien gekürt zu werden. Im Gegenzug für die geleistete Hilfe trat der frisch gekrönte König neben Savoyen auch die Grafschaft Nizza an Frankreich ab.
Seit dem 6. Jahrhundert war das Dorf sechsmal Opfer von verheerenden Erdrutschen oder Überschwemmungen und wurde trotzdem immer wieder an derselben Stelle aufgebaut. Nur nach der letzten Katastrophe, dem Erdrutsch vom 24. November 1926, verließen die meisten Bewohner ihre ursprünglichen Häuser und zogen an das rechte Ufer des Flusses, wo sich bereits eine Kirche aus dem 15. Jahrhundert befand. Aber auch der alte Dorfkern ist heute noch bewohnt. Trotz der Abwanderung vieler Bauern konnte die Einwohnerzahl von Roquebillière über die Zeit stabil gehalten werden.

### Bevölkerungsentwicklung
| Jahr      | 1962 | 1968 | 1975 | 1982 | 1990 | 1999 | 2009 | 2012 | 2018 |
| --------- | ---- | ---- | ---- | ---- | ---- | ---- | ---- | ---- | ---- |
| Einwohner | 1377 | 1426 | 1336 | 1504 | 1539 | 1467 | 1635 | 1752 | 1936 |

## Wappen
Blasonierung: Das Wappen ist geviert, die Felder eins und vier zeigen auf Azurblau einen gekrönten goldenen Löwen; die Felder zwei und drei in Gold sind mit je drei azurblauen Bienen bestellt – in unüblicher 1:2-Anordnung.

## Sehenswürdigkeiten

### Sakralbauten
- gotische Kirche Saint-Michel de Gast aus dem 14. Jahrhundert, der Turm ist romanisch und somit noch älter. Die Innenausstattung umfasst ein Altarretabel aus dem 16. Jahrhundert, das den heiligen Antonius darstellt. Die Kirche ist seit 1997 ein französisches Kulturdenkmal.[3]
- Kapellen Chapelle des Pénitents Blancs (mit Zwiebelturm), Chapelle de la Madone de Berthemont und Chapelle rurale Saint-Julien
- Kirche in Roquebillière-Nouveau aus dem 15. Jahrhundert
- Gebetshaus Oratoire Saint-Roch
- Ruinen der archäologische Stätte von Castel-Vieil

### Weitere Bauten
- Alpenhaus in der Höhe
- Alte Getreidemühle
- Alte Bergscheunen
- Altes Blockhaus im Süden

Siehe auch: Liste der Monuments historiques in Roquebillière

### Natur
- Fluss Vésubie
- Berggipfel Cime de Cayras, Ravin du Drac, Tête de Siruol und Pointe de Siruol
- Grotten Petite grotte de Ranke und Grotte Saint-Julien
- Wälder Forêt de la Malune und Forêt de Sauma-Longa
- Thermalquellen

## Gemeindepartnerschaft
- Emskirchen (Bayern), Deutschland, seit 1990